# 愛知県道237号新田名古屋線

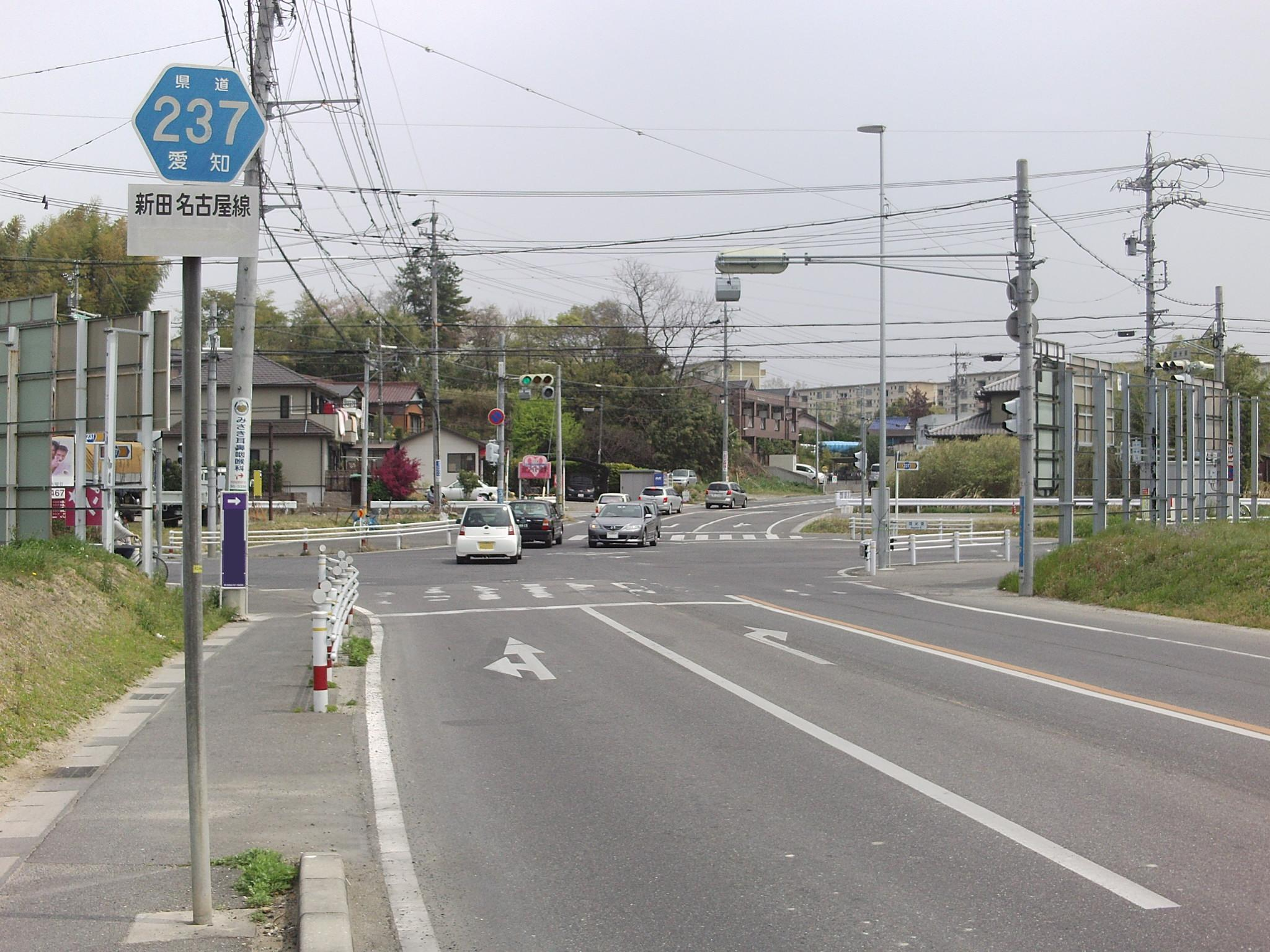
豊明市間米町にて。屈曲の多い県道である。

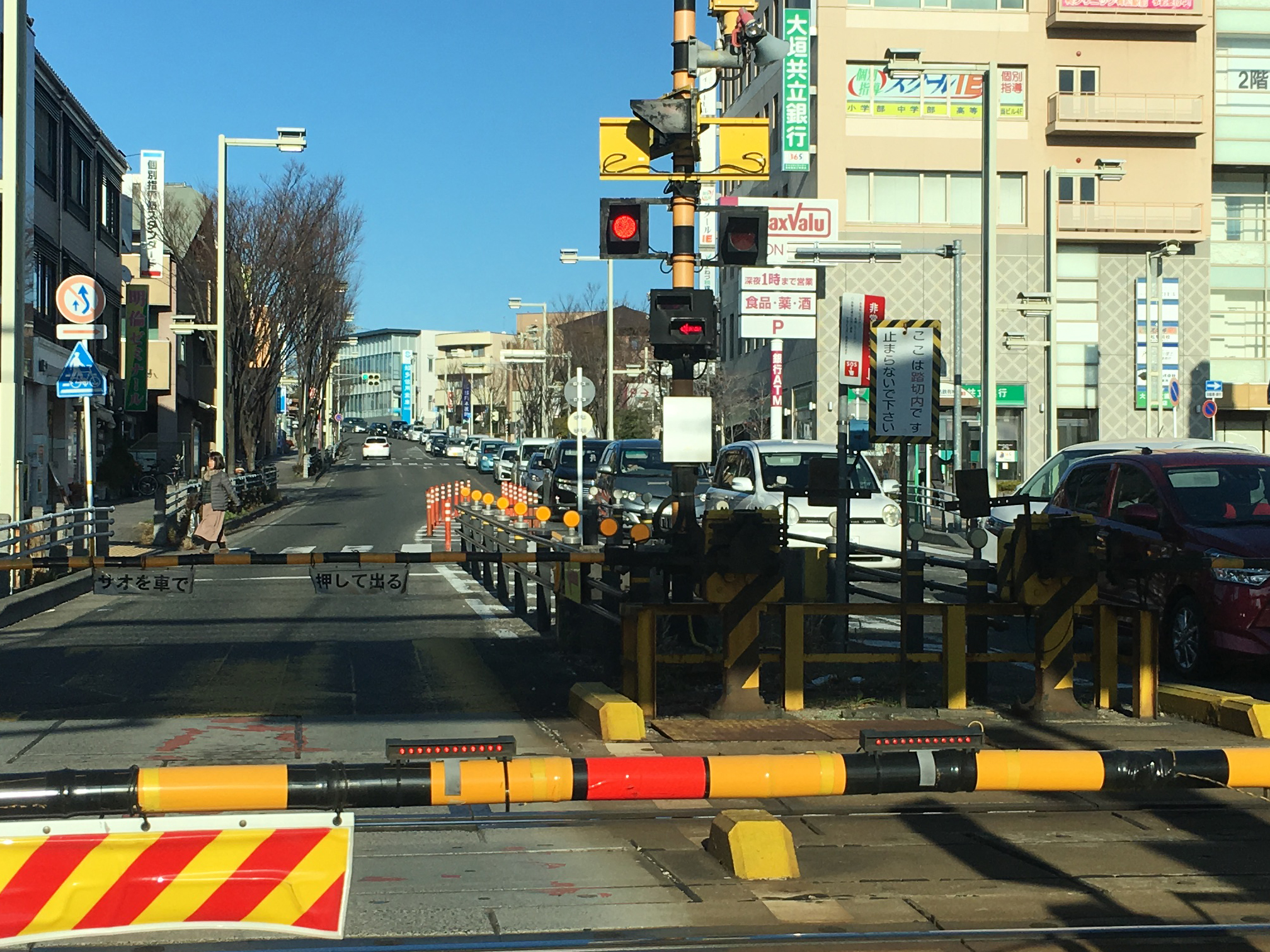
有松1号踏切より北側の様子。

愛知県道237号新田名古屋線（あいちけんどう237ごう しんでんなごやせん）とは、愛知県豊明市新田町の丸の内交差点から名古屋市緑区有松町の愛知県道222号緑瑞穂線（旧東海道）交点を結ぶ一般県道である。

## 沿革
- 1959年12月15日：認定[1]
- 1964年：知多郡有松町が名古屋市に編入され緑区の一部となる。

## 地理
沿線に中京競馬場や名鉄名古屋本線有松駅、イオンタウン有松がある。起点の丸の内交差点から西へ向かい、豊明市間米町の間米東交差点に付く。そこで左折して坂を上り下りし、鶴根・榎山交差点を右折。中京競馬場東交差点で右折し中京競馬場の西側を進む。同競馬場の正門前を通り、名古屋市に入ると敷田交差点で左折する。あとは坂を下っていくと、有松駅前に出る。名鉄本線の踏切を渡るとすぐに終点である。

### 通過する自治体
- 愛知県
  - 豊明市
  - 名古屋市（緑区）

### 交差する道路
- 愛知県道57号瀬戸大府東海線・愛知県道239号岡崎豊明線（丸の内交差点）
- 愛知県道222号緑瑞穂線（旧東海道）（緑区有松町有松）
  - 終点から国道1号・愛知県道243号東海緑線を結ぶ道路は近年拡幅整備されたが、現在のところ名古屋市道（有松線第1号）である。

### 沿線
- 三崎水辺公園
- 豊明市立豊明中学校
- 藤田医科大学
- 中京競馬場
- 鳴海団地
- 細根山
- イオンタウン有松
- 名鉄名古屋本線 有松駅
- 有松の町並み（町並み保存地区）

## 課題のある踏切道
当県道は有松駅のすぐ西の隣接する位置で平面交差するため、ここに踏切（有松1号）が設置されているが、当該踏切は国土交通省により「課題のある踏切道」に選定されている。この踏切は自動車および歩行者のボトルネックとなっており問題視されているが、抜本対策（立体交差化）が検討されているものの未定となっている。